# Química farmacèutica

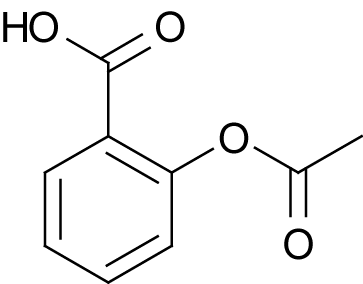
Estructura química de l'Aspirina

La química farmacèutica o química mèdica és una disciplina científica interdisciplinària que implica la química, la farmacologia, la biologia, la química computacional, etc. El principal objectiu és el disseny, síntesi i desenvolupament de fàrmacs. La Química Farmacèutica, també anomenada en altres àmbits (sobretot, en l'anglesa) Química Mèdica Medicinal Chemistry, o bé Química Terapèutica, tracta la identificació, la síntesi i el desenvolupament de noves identitats químiques utilitzades per a l'ús terapèutic. Això, també inclou l'estudi dels fàrmacs ja existents, les seues propietats biològiques i les seues relacions estructura-activitat qualitatives (SAR) i relacions estructura-activitat quantitatives (QSAR). La química medicinal és una ciència altament interdisciplinària que combina la química orgànica amb la bioquímica, química computacional, farmacologia, biologia molecular, estadística i química física.
Els compostos utilitzats com a medicaments solen ser compostos orgànics, que sovint es divideixen en classes àmplies de molècules orgàniques petites (per exemple, atorvastatina, fluticasona, clopidogrel) i "biològics" (infliximab, eritropoietina, insulina glargina), aquests últims són més sovint preparats medicinals de proteïnes (naturals) i anticossos recombinant, hormones etc.). Els medicaments també poden ser compostos inorgànics i organometàl·lics, comunament coneguts com a metalmedicaments (per exemple, agents basats en platí, liti i gal·li com ara com cisplatí, carbonat de liti i nitrat de gal·li, respectivament). La disciplina de Química Inorgànica Medicinal investiga el paper dels metalls en medicina (metaloterapèutica), que implica l'estudi i el tractament de malalties i condicions de salut associades als metalls inorgànics en sistemes biològics. Hi ha diversos productes metaloterapèutics aprovats per al tractament del càncer (per exemple, contenen Pt, Ru, Gd, Ti, Ge, V i Ga), antimicrobians (per exemple, Ag, Cu i Ru), diabetis (per exemple, V i Cr) , antibiòtic d'ampli espectre (p. ex., Bi), trastorn bipolar (p. ex., Li). Altres àrees d'estudi inclouen: metalòmica, genòmica, proteòmica, agents de diagnòstic (p. ex., ressonància magnètica: Gd, Mn; raigs X: Ba, I) i radiofarmacèutics (p. ex., 99mTc per al diagnòstic, 186Re per terapèutica).
En particular, la química medicinal en la seva pràctica més comuna, centrada en petites molècules orgàniques, engloba la química orgànica sintètica i aspectes dels productes naturals i la química computacional en estreta combinació amb la biologia química, enzimologia i biologia estructural, conjuntament amb l'objectiu de descobrir i desenvolupar nous agents terapèutics. Pràcticament parlant, implica aspectes químics de la identificació, i després una alteració sintètica sistemàtica i exhaustiva de nous entitats químiques per fer-les aptes per a un ús terapèutic. Inclou aspectes sintètics i computacionals de l'estudi de fàrmacs i agents existents en desenvolupament en relació amb les seves bioactivitats (activitats i propietats biològiques), és a dir, la comprensió de les seves relacions estructura-activitat (SAR). La química farmacèutica se centra en els aspectes de qualitat dels medicaments i té com a objectiu garantir l'aptitud per al propòsit dels medicaments.
A la interfície biològica, la química medicinal es combina per formar un conjunt de ciències altament interdisciplinàries, posant el seu èmfasi orgànic, física i computacional juntament amb àrees biològiques com la bioquímica , biologia molecular, farmacognòsia i farmacologia, toxicologia i medicina veterinària i humana; aquests, amb gestió de projectes, estadístiques i pràctiques empresarials farmacèutiques, supervisen sistemàticament l'alteració d'agents químics identificats de manera que després de la formulació farmacèutica siguin segurs i eficaços i, per tant, aptes per al seu ús en tractament de malaltia.

## En el camí del descobriment de fàrmacs

### Descobriment
El descobriment és la identificació de nous compostos químics actius, sovint anomenats "èxits", que normalment es troben mitjançant l'assaig de compostos per a una activitat biològica desitjada. Els èxits inicials poden provenir de reutilitzar els agents existents cap a nous processos patològics, i d'observacions d'efectes biològics de productes naturals nous o existents de bacteris, fongs, plantes, etc. A més, els hits també s'originen habitualment a partir d'observacions estructurals de "fragments" de molècules petites unides a dianes terapèutiques (enzims, receptors, etc.), on els fragments serveixen de punts de partida per desenvolupar formes químicament més complexes per síntesi. Finalment, els hits també s'originen regularment a partir de proves "en massa" de compostos químics contra dianes biològiques mitjançant assajos bioquímics o quimioproteòmica, on els compostos poden provenir de noves biblioteques químiques sintètiques conegudes per tenir propietats particulars (activitat inhibidora de la cinasa, diversitat o semblança de fàrmacs, etc.), o de col·leccions de compostos químics històrics o biblioteques creades mitjançant la química combinatòria. Tot i que existeixen diversos enfocaments per a la identificació i desenvolupament d'èxits, les tècniques més reeixides es basen en la intuïció química i biològica desenvolupada en entorns d'equip a través d'anys de pràctica rigorosa destinada únicament a descobrir nous agents terapèutics.

### Optimització de blancs
És necessari més química i anàlisi, primer per identificar els compostos de "triatge" que no proporcionen sèries que mostren característiques químiques i SAR adequades associades amb el potencial de desenvolupament a llarg termini, i després per millorar les sèries d'èxit restants pel que fa a l'activitat primària desitjada, ja que així com activitats secundàries i propietats fisicoquímiques de manera que l'agent serà útil quan s'administra en pacients reals. En aquest sentit, les modificacions químiques poden millorar el reconeixement i les geometries d'unió (farmacòfors) dels compostos candidats i, per tant, les seves afinitats per als seus objectius, així com millorar les propietats fisicoquímiques de la molècula que subjauen la farmacocinètica/farmacodinàmica (PK/PD) necessària i perfils toxicològics (estabilitat cap a la degradació metabòlica, manca de toxicitats geno-, hepàtiques i cardíaques, etc.) de manera que el compost químic o biològic sigui adequat per a la introducció en animals i estudis humans.

### Química de processos i desenvolupament
Les etapes finals de la química sintètica impliquen la producció d'un compost de plom en quantitat i qualitat adequades per permetre proves en animals a gran escala, i després assaigs clínics en humans. Això implica l'optimització de la ruta sintètica per a la producció industrial a granel, i el descobriment de la formulació de fàrmacs més adequada. El primer d'ells encara és el balanç de la química medicinal, el segon aporta l'especialització de la ciència de la formulació (amb els seus components de la química física i de polímers i la ciència dels materials). L'especialització en química sintètica en química medicinal destinada a l'adaptació i optimització de la ruta sintètica per a síntesis a escala industrial de centenars de quilograms o més s'anomena síntesi de procés, i implica un coneixement exhaustiu de la pràctica sintètica acceptable en el context de reaccions a gran escala. (termodinàmica de reaccions, economia, seguretat, etc.). En aquesta etapa és fonamental la transició a requisits més estrictes de GMP per a l'obtenció de materials, la manipulació i la química.

### Anàlisi sintètica
La metodologia sintètica emprada en química medicinal està subjecta a limitacions que no s'apliquen a la síntesi orgànica tradicional. A causa de la perspectiva d'escalar la preparació, la seguretat és de gran importància. La toxicitat potencial dels reactius afecta la metodologia.

### Anàlisi estructural
Les estructures dels productes farmacèutics s'avaluen de moltes maneres, en part com a mitjà per predir l'eficàcia, l'estabilitat i l'accessibilitat. La regla del Cinc de Lipinski se centra en el nombre de donants i acceptors d'enllaços d'hidrogen, nombre d'enllaços rotatius, superfície i lipofília. Altres paràmetres pels quals els químics medicinals avaluen o classifiquen els seus compostos són: complexitat sintètica, quiralitat, planitud i recompte d'anells aromàtics.
L'anàlisi estructural dels compostos de plom sovint es realitza mitjançant mètodes computacionals abans de la síntesi real del lligand (s). Això es fa per diversos motius, que inclouen, entre d'altres: temps i consideracions financeres (despeses, etc.). Un cop sintetitzat el lligand d'interès al laboratori, l'anàlisi es realitza mitjançant mètodes tradicionals (TLC, RMN, GC/MS i altres).

## Abast de la Química farmacèutica
Inicialment el seu estudi se centrà fonamentalment en les modificacions químiques simples de molècules d'origen natural, però la tendència actual és a l'estudi de les interaccions dels fàrmacs amb les seves molècules diana. Això és degut a la major sofisticació dels caps de sèrie, atribuïble al desenvolupament de la Química Orgànica a les darreres dècades. Tanmateix, més recentment el gran desenvolupament de la Biologia Molecular i de l'Enginyeria genètica ha permès un estudi detallat de l'acció farmacològica les molècules diana i de les característiques del centre actiu.
La química farmacèutica és una ciència interdisciplinària, la qual combina química orgànica amb bioquímica, química computacional, farmacologia, biologia molecular, estadística i fisicoquímica.

## Procés del descobriment d'un Fàrmac

### Descobriment
El primer pas del descobriment d'un fàrmac és la identificació dels nous principis actius. Aquests principis actius poden provenir de fonts naturals, com plantes, animals o fongs, normalment amb una història d'haver estat utilitzats a la medicina tradicional.
Els principis actius poden venir també de la síntesi o hemisíntesi farmacèutica, en què els principis actius se sintetitzen completament o es modifiquen d'altres composts provinents d'aquestes fonts naturals. El gran avanç en informàtica i robòtica ha pogut accelerar i automatitzat aquest procés, amb els processos de cribatge o screeninng

### Optimització
El segon pas del descobriment d'un fàrmac és la modificació sintètica. Aquesta es realitza per a millorar les propietats biològiques del farmacòfor. La correlació quantitativa entre l'estructura química i l'activitat biològica del farmacòfor té un paper important per a trobar "compostos principals", perquè els quals mostren el millor potencial, la millor selectivitat, i la menor toxicitat. Açò inclou la possibilitat de crear profàrmacs i fàrmacs durs i tous mitjançant l'estudi del metabolisme de fàrmacs i la recerca de millores mitjançant relacions estructura-activitat qualitatives i quantitatives. Per a l'optimització dels fàrmacs existents s'han de tenir en compte les diverses fases de l'acció global d'un fàrmac.

### Desenvolupament
L'últim pas és l'elecció de compost principal més adequat per a l'ús en assajos clínics. Açò inclou l'optimització de la ruta sintètica per a la producció a gran escala i la preparació de fórmules magistrals adequades.

## Formació
La química medicinal és per naturalesa una ciència interdisciplinària i els professionals tenen una sòlida formació en química orgànica, que finalment s'ha d'acoblar amb una àmplia comprensió dels conceptes biològics relacionats amb les dianes de fàrmacs cel·lulars. Els científics que treballen en química medicinal són principalment científics industrials (però vegeu a continuació), que treballen com a part d'un equip interdisciplinari que utilitza les seves habilitats en química, especialment, les seves habilitats sintètiques, per utilitzar principis químics per dissenyar agents terapèutics efectius. La durada de la formació és intensa, amb els professionals sovint obligats a obtenir un títol de batxillerat de 4 anys seguit d'un doctorat de 4-6 anys en química orgànica. La majoria dels règims de formació també inclouen un període de beques postdoctorals de 2 o més anys després de rebre un doctorat en química, fent que la durada total de la formació oscil·li entre els 10 i els 12 anys d'educació universitària. Tanmateix, també existeixen oportunitats laborals a nivell de màster en la indústria farmacèutica, i en el seu nivell i el doctorat hi ha més oportunitats d'ocupació a l'acadèmia i al govern.
Els programes de postgrau en química medicinal es poden trobar als departaments de química tradicional o de ciències farmacèutiques, tots dos tradicionalment associats a escoles de farmàcia, i en alguns departaments de química. No obstant això, la majoria dels químics medicinals que treballen tenen títols de postgrau (MS, però especialment doctorat) en química orgànica, en lloc de química medicinal, i la preponderància de les posicions es troba a la recerca, on la xarxa és necessàriament més àmplia i es produeix l'activitat sintètica més àmplia.
En la investigació de la terapèutica de molècules petites, un èmfasi en la formació que proporciona una àmplia experiència sintètica i el "ritme" de les operacions de banc està clarament present (per exemple, per a persones amb síntesi de productes naturals i orgànics sintètics purs en posicions de doctorat i postdoctorat, ibid.). A les àrees d'especialitat de química medicinal associades amb el disseny i la síntesi de biblioteques químiques o l'execució de la química de processos orientada a síntesis comercials viables (àrees generalment amb menys oportunitats), els itineraris formatius solen ser molt més variats (per exemple, inclosa la formació centrada en matèria de química orgànica física, síntesis relacionades amb biblioteques, etc.).
Com a tal, la majoria dels treballadors de primer nivell en química medicinal, especialment als Estats Units, no tenen formació formal en química medicinal, però reben la química mèdica i els antecedents farmacològics necessaris després de l'ocupació, en entrar al seu treball en una empresa farmacèutica, on l'empresa proporciona la seva particular comprensió o model de formació "medichem" mitjançant la participació activa en la síntesi pràctica de projectes terapèutics. (el mateix passa amb les especialitats de química medicinal computacional, però no en el mateix grau que a les àrees sintètiques.)